# Observatoire national interministériel de la sécurité routière
L'Observatoire national interministériel de la sécurité routière (ONISR) est un organisme interministériel français devenu interministériel en 1993 qui assure au titre de ses missions statistiques la collecte, la mise en forme, l’interprétation et la diffusion des données statistiques se rapportant à la sécurité routière aux plans national et international. Il est ainsi fournisseur de ces données auprès d’Eurostat et d’autres instances internationales (OCDE, OMS). Placé auprès du Délégué interministériel à la sécurité routière, il pilote des études, projets de recherches, et évaluations en matière de sécurité routière et veille à la valorisation des résultats.
Des statistiques des accidents de la route produites par l’ONISR ont été labellisées par l'Autorité de la statistique publique.
L'observatoire a assuré le secrétariat du Conseil national de la sécurité routière jusqu'en 2015.

## Moyens
Les organismes d'études et de recherche comme l'Université Gustave Eiffel et le CEREMA contribuent à la production d'études ou de projets de recherche sur les accidents. La source principale reste le fichier accident BAAC (Bulletin d'Analyse d'Accidents Corporels), établi par les forces de l'ordre, existant depuis 1952, souvent complété par l'analyse précise des PV des accidents.

## Projets
Les grands projets de l'Observatoire sont :
- la mise à disposition pour tous de données statistiques et analyses de synthèse
- la surveillance de la qualité des statistiques d'accidents ;
- le développement des indicateurs d'accidentalité locale à l'échelon des villes et des départements ;
- le pilotage d'études et recherches. Un appel à projets est lancé chaque année depuis 2018.
- la connaissance des comportements en circulation, telles les vitesses pratiquées sur le réseau français ;
- le bilan des infractions au code de la route
- l'exploitation du fichier des permis de conduire pour analyser le comportement des conducteurs à risque.